# Wasserthaleben

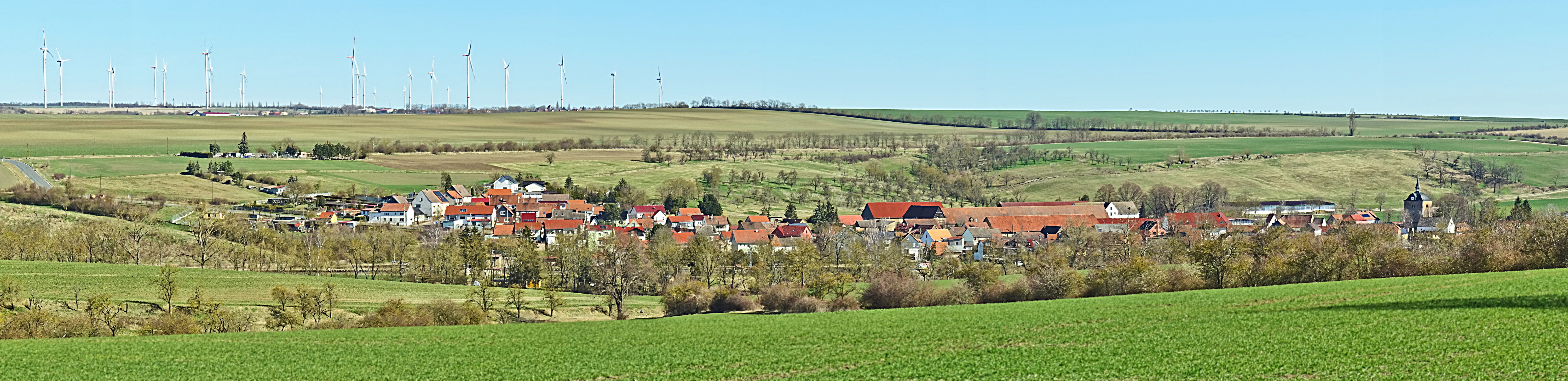
Wasserthaleben von Südwesten

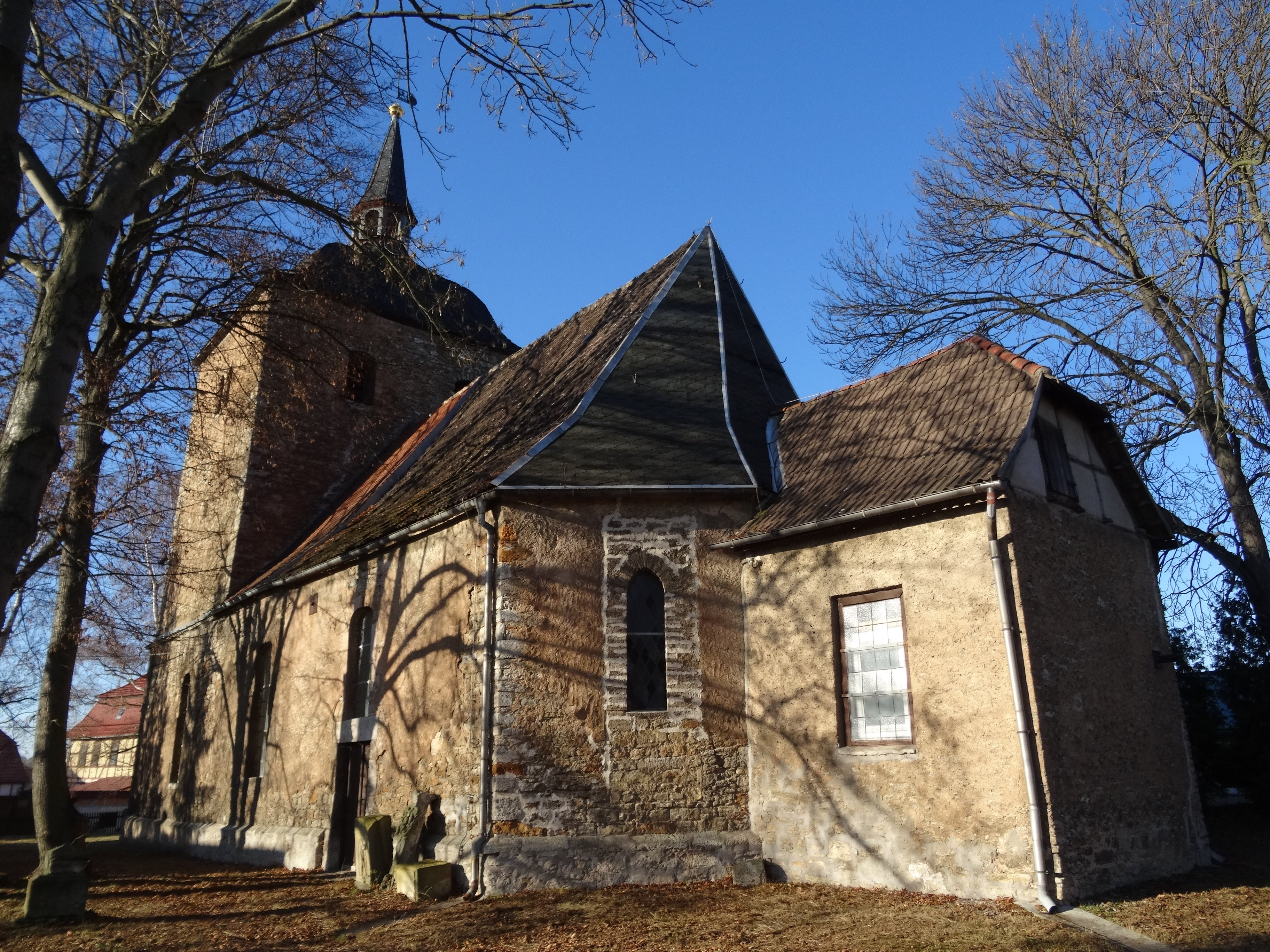
Dorfkirche St. Johannis

Wasserthaleben ist eine Gemeinde im thüringischen Kyffhäuserkreis. Sie gehört zur Verwaltungsgemeinschaft Greußen.

## Lage
Wasserthaleben befindet sich in der Ackerebene des Thüringer Beckens. Durch das Dorf fließt die Helbe. Die Bahnstrecke Wolkramshausen–Erfurt führt durch das Tal, rechts und links des Tales sind die kleineren Anhöhen der Tallage begrünt oder mit Bäumen bepflanzt. Die Bundesstraße 4 ist verkehrsmäßig über Otterstedt oder Greußen gut erreichbar.

## Geschichte
Einst gehörte das Dorf auch in den Einflussbereich der Angeln und Warnen um Ebeleben und Großenehrich.
Gerhardus von Werthern († 1213) soll den Ort erworben haben. Seine Linie nannte sich fortan Werthern-Thalheim, in deren Besitz sich der Ort bis in die 1660er Jahre befand. Wasserthaleben wurde erstmals 1224 unter dem Namen Talhahem bzw. Thalheim urkundlich erwähnt. Thalheim, der Ursprung des heutigen Ortes, lag südlich vom jetzigen Dorfe jenseits der Helbe. Es entstand um das Kloster Sorge, dessen Grundmauern heute noch zu besichtigen sind. Bis 1918 gehörte der Ort zur Unterherrschaft des Fürstentums Schwarzburg-Sondershausen.
Das Rittergut wurde ursprünglich als klösterlicher Wirtschaftshof angelegt (vor 1417) und nach Übernahme durch die Familie von Werthern in seine heutige Grundrisslösung umgewandelt. Der Zustand nach Baumaßnahmen des Jahres 1663 bestimmt das Erscheinungsbild moch heute. Im Rahmen der Hochzeit von Maria Katharina von Werthern (1635–1667) im Jahr 1654 ging das Gut in den Besitz des Friedrich Wilhelm Marschall über. Bereits 1671 kauften die Grafen von Schwarzburg das Gut für 24.500 Gulden von ihm ab. Fortan erfolgte die vorrangige Nutzung als fürstlicher Jagdsitz. Das Rittergut vergangener Zeiten wurde große Domäne. Pächter war bis 1945 die Familie Harberts. Nach 1945 wurde das Gut als VEG volkseigen. Die stattlichen und überwiegend restaurierten Wirtschaftsgebäude des Guts und umfangreicher Landbesitz sind wieder in privater Hand.

### Einwohnerentwicklung
Entwicklung der Einwohnerzahl (31. Dezember):
| - 1994 – 549 - 1995 – 552 - 1996 – 543 - 1997 – 613 - 1998 – 613 - 1999 – 602 | - 2000 – 497 - 2001 – 500 - 2002 – 492 - 2003 – 484 - 2004 – 464 - 2005 – 471 | - 2006 – 462 - 2007 – 460 - 2008 – 440 - 2009 – 442 - 2010 – 428 - 2011 – 429 | - 2012 – 416 - 2013 – 412 - 2014 – 408 - 2015 – 397 - 2016 – 398 - 2017 – 398 | - 2018 – 400 - 2019 – 383 - 2020 – 378 - 2021 – 385 |

Datenquelle: Thüringer Landesamt für Statistik

## Sehenswürdigkeiten
- Die Dorfkirche St. Johannis stammt aus dem 16. Jahrhundert.

- Rittergut, dessen jetziger Zustand des Gebäudes als „stark gefährdet“ einzustufen ist. Es sind dringende und umfassende Sicherungsarbeiten erforderlich.[2]
- In Wasserthaleben befindet sich ein architektonisch interessanter gedrehter Schornstein und in der Nähe des Ortes gibt es einen Wanderweg zur Funkenburg. Interessant ist das System von Stauwehren in der Nähe von Wasserthaleben, das seit alters her das Flüsschen Helbe staut.

## Verkehr
In Wasserthaleben gibt es einen Bahnhof der Bahnstrecke Wolkramshausen–Erfurt.

## Persönlichkeiten
- Friedrich Benjamin Zahn (1721–1784), leitender kursächsischer Beamter
- Franz Ludwig Zahn (1798–1890), evangelischer Pädagoge